# Kate Reid
Kate Reid właściwie Daphne Katherine Reid (ur. 4 listopada 1930 w Londynie, zm. 27 marca 1993 W Stratford) – angielska aktorka filmowa i telewizyjna.
Zmarła na nowotwór mózgu.

## Filmografia
seriale
- 1969: Medical Center jako Mary
- 1981: Seeing Things jako Hannah
- 1985: Nowa seria Alfred Hitchcock przedstawia jako Johanna Enright
- 1987: Street Legal jako Georgina Rawls

film
- 1966: Przeznaczone do likwidacji jako Hazel Starr
- 1973: Delikatna równowaga jako Claire
- 1985: Śmierć komiwojażera jako Linda Loman
- 1990: Ostatnie piękne dni jako Siostra Mary Rose
- 1993: Cios w serce jako Pansy Street

## Nagrody i nominacje
Została dwukrotnie nominowana do nagrody Złotego Globu.